# باريتون
الجَهِيْر الأول أو الوسيط أو باريتون (بالإنجليزية: Baritone)‏ هو نوع من أصوات الغناء الرجولي والتي تحتل نطاق في المجال الصوتي بين باس وتينور. تعني كلمة باريتون في اللغة الإغريقية «عميق». يصنف صوت الباريتون بأنه يحتل المجال بين نغمة F الثانية تحت C الوسطى حتى F فوق C الوسطى في الموسيقى الكورالية.